# Polisuppsyningsman
Polisuppsyningsman var tjänstegrad för en polischef i en köping  Sverige och för en överordnad polisman i Finland.

## Sverige
En polisuppsyningsman var i Sverige polischef och åklagare (köpingsåklagare) i en köping som fått köpingsrättigheter efter 1864. Före 1864 hade tjänstetiteln samma betydelse som i Finland.

## Finland
I Finland var en polisuppsyningsman (poliisipäällysmies) på vissa platser en överordnad polisman, närmast underställd en överkonstapel. I Gamla Finland gick denna tjänst under beteckningen "kvartalsofficer." 